# Даріо Відошич
Даріо Відошич (англ. Dario Vidosic, [ˈdɑrioʊ ˈvɪdəsɪtʃ] DAR-ee-oh VID-ə-sitch, хорв. Dario Vidošić, 8 квітня 1987, Осієк) — австралійський футболіст хорватського походження, півзахисник. По завершенні ігрової кар'єри став тренером.

## Біографія

### Клубна кар'єра
Батьки Відошича переїхали в Австралію з Югославії в 1988 році, коли його батька Радо Відошича запросили в австралійський футбольний клуб «Квінсленд Лайонз».
Професійну кар'єру розпочав у «Брисбен Роар», в 2007 році перейшов в німецький «Нюрнберг». Однак грав мало, в тому числі і чере травми, тому в січні 2010 року відправився в оренду в «Дуйсбург», а 1 січня 2011 року в «Армінію». В липні 2011 року підписав трирічний контракт з «Аделаїда Юнайтед».
26 серпня 2013 року перейшов у швейцарський клуб «Сьйон» за 700 000 австралійських доларів, що стало рекордним для трансферу А-Ліги. З командою став володарем кубка Швейцарії 2015 року, але у фінальній грі не грав.
21 вересня 2015 року Відошич приєднався до клубу «Вестерн Сідней», підписавши дворічний контракт. Втім менш ніж за рік, 22 червня 2016 року, Відошич приєднався до клубу «Ляонін Хувін». Спочатку Даріо був основним гравцем, але після змін у ліміті для легіонерів для китайської Суперліги та підписання клубом інших більш статусних австралійців Роббі Круза і Джеймса Голланда, Відошича було виключено з команди разом із іншим співвітчизником Майклом Твейтом у лютому 2017 року.
17 лютого 2017 року Відошич у статусі вільного агента перейшов у південнокорейський «Соннам», але основним гравцем не був, тому у червні 2017 року контракт був офіційно розірваний за обопільною згодою сторін.
4 серпня 2017 року було повідомлено Відошич приєднався до свого батька Радо у клубі «Веллінгтон Фенікс», уклавши з клубом річну угоду. Але вже 20 грудня 2017 року Даріо і його батько покинули клуб.
29 грудня 2017 року Відошич приєднався до іншого клубу А-ліги «Мельбурн Сіті», де провів півтора роки як основний гравець.
У липні 2019 року Відошич перейшов у індійський АТК, але отримав травму під час передсезонної підготовки, через що так і не зіграв за команду на офіційному рівні.
Завершив ігрову кар'єру у австралійських нижчолігових командах «Морленд Зібрас» та «Порт-Аделаїд».

### Збірна

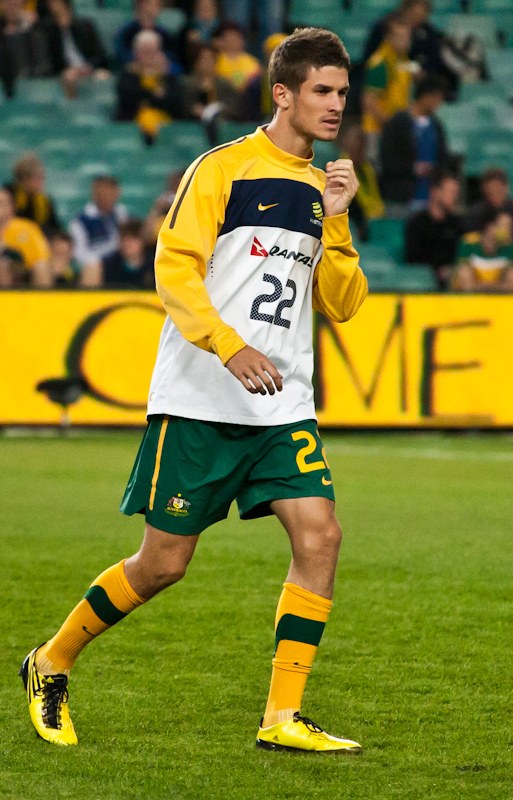
Даріо Відошич у збірній Австралії

Виступав за юнацьку і молодіжну збірні Австралії, а 2008 року, не потрапивши до складу олімпійської команди, висловив бажання виступати за збірну Хорватії, однак не зумів отримати дозвіл ФІФА. Дебютував у національній збірній Австралії у червні 2009 року в відбірковому матчі ЧС-2010 проти збірної Японії. Був включений до списку гравців ЧС-2010, але так жодного разу і не вийшов на поле. 
2013 року його включили до заявки на чемпіонат Східної Азії, де він зіграв проти Південної Кореї та Японії, посівши з командою 4 місце, а наступного року зіграі у товариських матчах у рамках підготовки до чемпіонату світу 2014 року проти Еквадору, Південної Африки та Хорватії, після чого тримав виклик на другий поспіль «мундіаль», але цього разу знову не зіграв жодного матчу і надалі за збірну не виступав. Загалом зіграв за збірну 23 матчі і забив 2 голи.

#### Голи за збірну
| Гол | Дата           | Місце                                              | Суперник      | Рахунок | Результат | Турнір         |
| --- | -------------- | -------------------------------------------------- | ------------- | ------- | --------- | -------------- |
| 1.  | 24 травня 2010 | «Мельбурн Крикет Граунд», Мельбурн, Австралія      | Нова Зеландія | 1–1     | 2–1       | Товариська гра |
| 2.  | 15 жовтня 2013 | «Крейвен Коттедж», Лондон, Англія, Велика Британія | Канада        | 2–0     | 3–0       | Товариська гра |

### Тренерська кар'єра
У 2021 році він повернувся в «Мельбурн Сіті», ставши тренером Академії. У 2022 році він став тренером жіночої команди «Мельбурн Сіті», замінивши на посаді свого батька Радо, який був призначений тренером чоловічої команди. Даріо очолював жіночу команду два сезони поспіль, вигравши чемпіонат Австралії 2023/24 років, завдяки чому команда пройшла кваліфікацію до першого розіграшу Ліги чемпіонів АФК серед жінок.
10 липня 2024 року Відошич був призначений новим головним тренером жіночої команди «Брайтон енд Гоув», яка виступала в жіночій англійській Суперлізі.